# Olympische Sommerspiele 2024/Teilnehmer (Luxemburg)
| Gelbes Symbol für Goldmedaillen mit stilisierten Olympischen Ringen | Graues Symbol für Silbermedaillen mit stilisierten Olympischen Ringen | Braundes Symbol für Bronzemedaillen mit stilisierten Olympischen Ringen |
| ------------------------------------------------------------------- | --------------------------------------------------------------------- | ----------------------------------------------------------------------- |
| —                                                                   | —                                                                     | —                                                                       |

Luxemburg nahm an den Olympischen Spielen 2024 vom 26. Juli bis zum 11. August 2024 in Paris mit 13 Athleten (7 Männer, 6 Frauen) teil. Es war die insgesamt 26. Teilnahme an Olympischen Sommerspielen.

## Teilnehmer nach Sportarten

### Bogenschießen
Über die Neuverteilung ungenutzter Qualifikationsplätze erhielt Luxemburg einen Startplatz für den Einzelwettbewerbe der Männer.
| Athleten  | Wettbewerb | Qualifikation | Qualifikation | 1. Runde  | 1. Runde | 2. Runde      | 2. Runde      | Achtelfinale  | Achtelfinale  | Viertelfinale | Viertelfinale | Halbfinale    | Halbfinale    | Finale / Platz 3 | Finale / Platz 3 | Rang |
| Athleten  | Wettbewerb | Ringe         | Rang          | Gegner    | Ergebnis | Gegner        | Ergebnis      | Gegner        | Ergebnis      | Gegner        | Ergebnis      | Gegner        | Ergebnis      | Gegner           | Ergebnis         | Rang |
| --------- | ---------- | ------------- | ------------- | --------- | -------- | ------------- | ------------- | ------------- | ------------- | ------------- | ------------- | ------------- | ------------- | ---------------- | ---------------- | ---- |
| Männer    |            |               |               |           |          |               |               |               |               |               |               |               |               |                  |                  |      |
| Pit Klein | Einzel     | 650           | 50            | S. Arcila | 4:6      | ausgeschieden | ausgeschieden | ausgeschieden | ausgeschieden | ausgeschieden | ausgeschieden | ausgeschieden | ausgeschieden | ausgeschieden    | ausgeschieden    | 33   |

### Leichtathletik
Zwei luxemburgische Leichtathleten haben die Olympianormen des Weltverbandes erreicht.
Laufen und Gehen
| Athleten               | Wettbewerb       | Vorlauf     | Vorlauf | Hoffnungslauf | Hoffnungslauf | Halbfinale    | Halbfinale    | Finale        | Finale        | Rang          |
| Athleten               | Wettbewerb       | Zeit        | Rang    | Zeit          | Rang          | Zeit          | Rang          | Zeit          | Rang          | Rang          |
| ---------------------- | ---------------- | ----------- | ------- | ------------- | ------------- | ------------- | ------------- | ------------- | ------------- | ------------- |
| Frauen                 |                  |             |         |               |               |               |               |               |               |               |
| Patrizia van der Weken | 100 m            | 11,14 s     | 2       | —             | —             | 11,13 s       | 4             | ausgeschieden | ausgeschieden | ausgeschieden |
| Vera Hoffmann          | 1500 m           | 4:07,64 min | 12      | 4:11,28 min   | 10            | ausgeschieden | ausgeschieden | ausgeschieden | ausgeschieden | ausgeschieden |
| Männer                 |                  |             |         |               |               |               |               |               |               |               |
| Ruben Querinjean       | 3000 m Hindernis | 8:27,97 min | 9       | —             | —             | —             | —             | ausgeschieden | ausgeschieden | ausgeschieden |

Springen und Werfen
| Athleten     | Wettbewerb  | Qualifikation | Qualifikation | Finale        | Finale        | Rang |
| Athleten     | Wettbewerb  | Weite/Höhe    | Rang          | Weite/Höhe    | Rang          | Rang |
| ------------ | ----------- | ------------- | ------------- | ------------- | ------------- | ---- |
| Bob Bertemes | Kugelstoßen | 20,27 m       | 17            | ausgeschieden | ausgeschieden | 17   |

### Radsport
Über die UCI-Straßen-Weltrangliste nach Nationen erhielt Luxemburg je einen Startplatz für die Straßenrennen der Männer und Frauen.

#### Straße
| Athleten          | Wettbewerb    | Zeit      | Rang |
| ----------------- | ------------- | --------- | ---- |
| Frauen            |               |           |      |
| Christine Majerus | Straßenrennen | 4:04:23 h | 17   |
| Männer            |               |           |      |
| Alex Kirsch       | Straßenrennen | 6:26:57 h | 40   |

### Reiten
Über die regionale Rangliste der Gruppe B (Südwesteuropa) erhielt Luxemburg einen Startplatz im Dressurreiten. Zudem ist man über die Position in der Gesamtrangliste auch im Springreiten mit einem Reiter startberechtigt.

#### Dressurreiten
| Athleten                | Wettbewerb | Prozent / Punkte           | Prozent / Punkte | Prozent / Punkte | Rang |
| Athleten                | Wettbewerb | Grand Prix (Qualifikation) | GP Spécial       | GP Kür           | Rang |
| ----------------------- | ---------- | -------------------------- | ---------------- | ---------------- | ---- |
| Nicolas Wagner Ehlinger | Einzel     | 71,988                     | —                | ausgeschieden    | 24   |

### Schwimmen
| Athleten       | Wettbewerb     | Vorlauf | Vorlauf | Halbfinale    | Halbfinale    | Finale        | Finale        | Rang |
| Athleten       | Wettbewerb     | Zeit    | Rang    | Zeit          | Rang          | Zeit          | Rang          | Rang |
| -------------- | -------------- | ------- | ------- | ------------- | ------------- | ------------- | ------------- | ---- |
| Männer         |                |         |         |               |               |               |               |      |
| Ralph Daleiden | 100 m Freistil | 49,12 s | 30      | ausgeschieden | ausgeschieden | ausgeschieden | ausgeschieden | 30   |

### Tischtennis
Über die ITTF-Weltrangliste qualifizierten sich drei Tischtennisspieler aus Luxemburg für die Olympischen Spiele.
| Athleten        | Wettbewerb | 1. Runde | 1. Runde | 2. Runde     | 2. Runde | 3. Runde      | 3. Runde      | Achtelfinale  | Achtelfinale  | Viertelfinale | Viertelfinale | Halbfinale    | Halbfinale    | Finale / Platz 3 | Finale / Platz 3 | Rang |
| Athleten        | Wettbewerb | Gegner   | Erg.     | Gegner       | Erg.     | Gegner        | Erg.          | Gegner        | Erg.          | Gegner        | Erg.          | Gegner        | Erg.          | Gegner           | Erg.             | Rang |
| --------------- | ---------- | -------- | -------- | ------------ | -------- | ------------- | ------------- | ------------- | ------------- | ------------- | ------------- | ------------- | ------------- | ---------------- | ---------------- | ---- |
| Frauen          |            |          |          |              |          |               |               |               |               |               |               |               |               |                  |                  |      |
| Ni Xialian      | Einzel     | Freilos  | Freilos  | S. Altınkaya | 4:2      | Sun Y.        | 0:4           | ausgeschieden | ausgeschieden | ausgeschieden | ausgeschieden | ausgeschieden | ausgeschieden | ausgeschieden    | ausgeschieden    | 17   |
| Sarah De Nutte  | Einzel     | Freilos  | Freilos  | Shao J.      | 2:4      | ausgeschieden | ausgeschieden | ausgeschieden | ausgeschieden | ausgeschieden | ausgeschieden | ausgeschieden | ausgeschieden | ausgeschieden    | ausgeschieden    | 33   |
| Männer          |            |          |          |              |          |               |               |               |               |               |               |               |               |                  |                  |      |
| Luka Mladenovic | Einzel     | Freilos  | Freilos  | J. Groth     | 0:4      | ausgeschieden | ausgeschieden | ausgeschieden | ausgeschieden | ausgeschieden | ausgeschieden | ausgeschieden | ausgeschieden | ausgeschieden    | ausgeschieden    | 33   |

### Triathlon
Über die Einzel-Qualifikationsrangliste erhielt Luxemburg einen Startplatz bei den Frauen.
| Athleten      | Wettbewerb | Zeit | Rang |
| ------------- | ---------- | ---- | ---- |
| Frauen        |            |      |      |
| Jeanne Lehair | Einzel     | DNF  | DNF  |